# تركمة
تركمة هي قرية في مقاطعة ماكو، إيران. يقدر عدد سكانها بـ 247 نسمة بحسب إحصاء 2016.